# 泰马尔
泰马尔（德語：Themar，發音：[ˈteːmaʁ] ⓘ）是德国图林根州希尔德堡豪森县的城市，面积20.18平方千米，2023年12月31日人口为2,739人。